# Avex Trax
Avex Trax (jap. エイベックス トラックス Eibekkusu Torakkusu) – jedno z największych wydawnictw muzycznych w Japonii. Wydaje single oraz albumy znanych artystów japońskich i zagranicznych takich jak: Ayumi Hamasaki, Kumi Kōda, Olivia Lufkin, Ai Ōtsuka, Boa Kwon, SKE48 czy TVXQ.